# Hermann Hövel
Hermann Hövel (* wahrscheinlich 27. Dezember 1644 in Neheim; † 1. Juli 1724 (Bestattung) in Arnsberg) war Bürgermeister in Arnsberg in den Jahren 1680, 1682–1683, 1686–1687, 1692, 1697–1703 und 1706.
Hermann Hövel hat schon vor dem 14. Lebensjahr in Werl dem Offizialat gedient. Er zog 1658, als er in „Werl seine Praxis beendet hatte“ (so eine Oelinghauser Urkunde von 1672) nach Neheim und wurde Schreiber im Kloster Oelinghausen. Später stieg er dort zum Oekonomiedirektor auf. Dem Kloster Oelinghausen diente er bis 1669.
Am 5. Oktober 1673 heiratete er Anna Maria Menge, verwitwete Graes, mit der er sieben Kinder hatte.
In Neheim war Hermann Hövel kurfürstlicher Richter. In dieser Funktion führte er nicht nur Prozesse, sondern er hatte auch eine verwaltungsmäßige Aufsicht. Die häufige Wiederwahl Hermann Hövels als Bürgermeister deutet auf besondere Verdienste hin.